# Gare du Teich
La gare du Teich est une gare ferroviaire française de la ligne de Lamothe à Arcachon, située sur le territoire de la commune du Teich, dans le département de la Gironde, en région Nouvelle-Aquitaine.
Elle est mise en service en 1841 par la Compagnie du chemin de fer de Bordeaux à La Teste, avant de devenir en 1853 une gare de la Compagnie des chemins de fer du Midi et du Canal latéral à la Garonne.
C'est une gare de la Société nationale des chemins de fer français (SNCF), desservie par des trains du RER métropolitain de Bordeaux.

## Situation ferroviaire
Établie à 7 mètres d'altitude, la gare du Teich est située au point kilométrique (PK) 44,890 de la ligne de Lamothe à Arcachon, entre les gares ouvertes de Biganos-Facture sur la ligne de Bordeaux-Saint-Jean à Irun, s'intercale la gare de Lamothe (fermée), et de Gujan-Mestras.

## Histoire

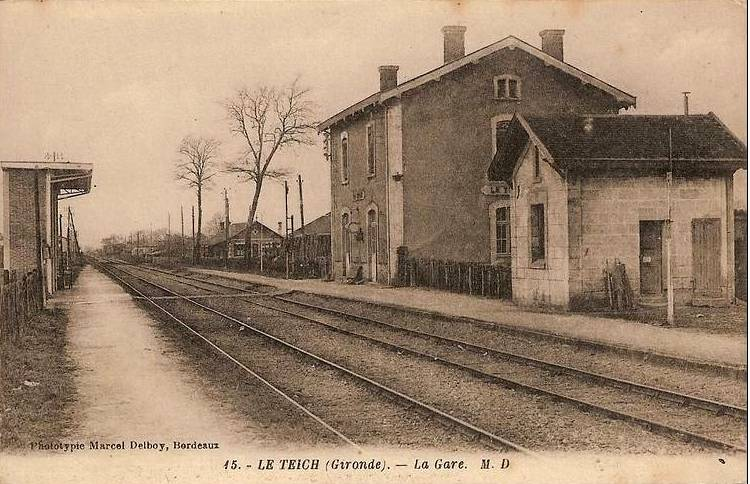
La gare au début du XXe siècle.

La station du Teich est mise en service le 7 juillet 1841 par la Compagnie du chemin de fer de Bordeaux à La Teste, lorsqu'elle ouvre à l'exploitation sa ligne de Bordeaux-Ségur à La Teste.
En  décembre 1853, la ligne et la gare sont reprises par la Compagnie des chemins de fer du Midi et du Canal latéral à la Garonne.

### Fréquentation
En 2021, selon les estimations de la SNCF, la fréquentation annuelle de la gare était de 223 906 voyageurs.
| Année               | 2015    | 2016    | 2017    | 2018    | 2019    | 2020    | 2021    | 2022    | 2023    |
| ------------------- | ------- | ------- | ------- | ------- | ------- | ------- | ------- | ------- | ------- |
| Nombre de voyageurs | 194 788 | 189 804 | 207 080 | 214 704 | 260 169 | 186 120 | 223 906 | 293 496 | 309 824 |

## Service des voyageurs

### Accueil
Gare SNCF, elle dispose d'un bâtiment voyageurs, avec guichets, ouvert tous les jours. Elle est équipée d'automates pour l'achat de titres de transport.

### Desserte
Le Teich est desservie par nombreux trains TER Nouvelle-Aquitaine de la relation Bordeaux-Saint-Jean - Arcachon.

### Intermodalité
Un parc pour les vélos et un parking pour les véhicules y sont aménagés. 
Elle est desservie par des bus du réseau des Transports en commun d'Arcachon, ligne Baïa 5, et ligne Ého! G.